# Max (Dakota du Nord)
Pour les articles homonymes, voir Max.
La ville américaine de Max est située dans le comté de McLean, dans l’État du Dakota du Nord. Lors du recensement de 2010, sa population s’élevait à 334 habitants.

## Histoire
Max a été fondée en 1906.

## Démographie
| 1910 | 1920 | 1930 | 1940 | 1950 | 1960 |
| ---- | ---- | ---- | ---- | ---- | ---- |
| 85   | 473  | 500  | 423  | 465  | 410  |

| 1970 | 1980 | 1990 | 2000 | 2010 | - |
| ---- | ---- | ---- | ---- | ---- | - |
| 301  | 330  | 301  | 278  | 334  | - |

## Source
- (en) Cet article est partiellement ou en totalité issu de l’article de Wikipédia en anglais intitulé « Max, North Dakota » (voir la liste des auteurs).